# Grupo M101
El Grupo de M101 es un grupo de galaxias ubicadas en la Osa Mayor . El grupo lleva el nombre de la galaxia más brillante en el grupo, la Galaxia del Molinete (M101). La mayoría de los otros miembros del grupo son compañeros de la Galaxia del Molinete o parte de un subgrupo llamado Grupo de NGC 5866. El grupo está ubicado en el supercúmulo de Virgo (es decir, el supercúmulo local).
Este grupo no ha sido muy estudiado, por ello, dicha lista de galaxias conforman las más probables que pertenezcan al grupo, sin embargo las siguientes galaxías sí pertenecen de forma definitiva: UGC 8331, M 51, NGC 5195, M 101, NGC 5474, NGC 5477, NGC 5585 y UGC 9405

## Galaxias

### Subgrupo deM101[1]
- Holmberg IV (UGC 8837)
- UGC 8882
- UGC 9405
- Messier 101 (M101 / NGC 5457)
- NGC 5195
- NGC 5474
- NGC 5477
- NGC 5585
- PGC 49674 (MCG 9-23-21)
- PGC 50911 (KKH 87)

### Subgrupo deM51
- UGC 8313
- M63 (NGC 5055)
- UGC 8331
- M51A (NGC 5194)
- M51B (NGC 5195)